# Levente Balázs Martos
Levente Balázs Martos (ur. 18 listopada 1973 w Szombathely) – węgierski duchowny katolicki, biskup pomocniczy archidiecezji ostrzyhomsko-budapeszteńskiej od 2023.

## Życiorys

### Prezbiterat
Święcenia kapłańskie otrzymał 27 czerwca 1998 i został inkardynowany do diecezji Szombathely. Po święceniach i studiach w Rzymie pracował jako wikariusz w parafii katedralnej, a następnie pełnił funkcje: wykładowcy instytutów teologicznych w Szeged i Győr, prefekta seminarium w Győr, duszpasterza akademickiego oraz rektora seminarium w Budapeszcie.

### Episkopat
3 lutego 2023 papież Franciszek mianował go biskupem pomocniczym archidiecezji ostrzyhomsko-budapeszteńskiej, ze stolicą tytularną Treba. Sakry udzielił mu 4 marca 2023 kardynał Péter Erdő.